# Marian Skubacz
Marian Skubacz,  né le 8 avril 1958 et mort le 21 février 2023, est un lutteur polonais.

## Palmarès

### Championnats du monde
- Médaille d'argent en 1981 à Skopje (Yougoslavie).

### Championnats d'Europe
- Médaille de bronze en 1987.
- Médaille de bronze en 1986.
- Médaille d'argent en 1981.